# 213P/Van Ness
213P/Van Ness (komet Van Ness 2), komet Jupiterove obitelji.
Otkrio ga je M. E. Van Ness s opservatorija Lowella - LONEOS 10. rujna 2005. godine. Srpnja 2011. komet se raspolovio.

## 213P/Van Ness-B
Pri drugom prolasku kroz perihel, otkako ga se prati, iz kometine jezgre izdvojila su se dva fragmenta. Prvi je dobio ime 213P-B/Van Ness, i dosegnuo je magnitudu 20 Ako opstane, trebao je proći kroz sljedeći perihel 2017. uz 8 sati zaostatka iza glavne jezgre., a drugi fragment je ponio naziv 213P-C/Van Ness.

## Vanjske poveznice
- Minor Planet Center
- L'Observatoire de Haute-Provence - UMS Pythéas  Arhivirana inačica izvorne stranice od 11. travnja 2021. (Wayback Machine) Luc Arnold: 213P/Van Ness